# Ley de los titulares de Betteridge
En deontología periodística, se conoce por Ley de los titulares de Betteridge (o simplemente Ley de Betteridge) a un adagio que afirma que, «cualquier titular en forma de pregunta puede ser respondido con un no». Fue enunciada por Ian Betteridge, periodista británico especializado en nuevas tecnologías, aunque la misma idea ya había sido formulada por otros autores. Se ha llamado también a este aforismo "Ley de Davis" o simplemente, "principio periodístico".
Betteridge lo explicaba en un artículo de febrero de 2009, en relación con una noticia publicada en TechCrunch titulada "¿Entregó Last.fm datos de los usuarios a la RIAA?":

Esta historia es un buen ejemplo de mi lema de que todo titular en forma de pregunta puede ser respondido con un "no". El que algunos periodistas titulen así sus reportajes se debe a que, aunque saben que la noticia es probablemente un infundio, y de hecho carecen de fuentes y evidencias que la avalen, aun así no renuncian a su publicación.

En 2004, unos cinco años antes de la reseña de Betteridge, el periodista Andrew Marr hacía un análisis similar en su libro My Trade. De entre las pautas que Marr ofrecía al lector sobre cómo acercarse a un periódico para tratar de indagar la verdad, podía leerse:

Si el titular arroja una pregunta, pruebe a contestar: "no". ¿Es esta la verdadera cara de la juventud británica? (Lector atento: No). ¿Hemos encontrado la cura para el SIDA? (No; de lo contrario no habría interrogación). ¿Tiene esta hoja de ruta la clave de la paz? (Probablemente no). Un titular expresado en interrogación implica, en la inmensa mayoría de los casos, que la noticia es tendenciosa o sensacionalista. Suele tratarse de historietas de terror, que pretenden elevar una noticia del montón al rango de polémica nacional y, a ser posible, de pánico nacional. Para un periodista afanado en buscar información veraz, un signo de interrogación significa "no te molestes en leer esto".